# José Luis Márquez Martínez
José Luis Márquez Martínez (Zacatlán, Puebla; 21 de junio de 1966) es un político mexicano, exmiembro del Partido Revolucionario Institucional, exsubsecretario de gobernación dentro del gobierno del Estado de Puebla siendo secretario de gobernación Javier López Zavala. Con una carrera que inició en 1989, Márquez ha estado en el círculo de poder de los exgobernadores Manuel Bartlett Díaz, Melquiades Morales Flores, Mario Marín Torres, Rafael Moreno Valle Rosas y Guillermo Pacheco Pulido. 